# Mapiripán
Mapiripán es un municipio colombiano situado en el departamento del Meta a orillas del río Guaviare. Dista 116 km de San José del Guaviare al norte, 324 km de Villavicencio y 417 km de Bogotá al sur respectivamente.

## Historia
El territorio de Mapiripán formó parte del municipio de San Martín en la cual se establecieron extranjeros que se dedicaron a colonizar el territorio a través de los hermanos Tom y Ricki Kirbi de origen estadounidense creando la hacienda Mapiripana (del que tomaría el nombre de la eventual población) en el cual pactó con Gilberto Alvira la creación de un poblado de 100 Ha, al cual inicialmente se denominó Puerto Guaviare el 10 de julio de 1963.
Conforme iba desarrollándose la nueva población, sus primeros habitantes procedían de la Región Andina huyendo de la violencia existente proporcionando recursos agrícolas para la ciudad de Villavicencio, Granada y para la naciente y vecina San José del Guaviare. En 1968 un incendio destruye el poblado y al año siguiente, se erige como inspección de policía con la ordenanza N° 0025 de 1969 y dos décadas después, alcanzó la municipalidad con la ordenanza N° 011 de 1989.
Durante su existencia, sufrió inundaciones del río Guaviare, tensiones sociales y finalmente los estragos del conflicto armado con la Masacre de Mapiripán en 1997.
Pese a los embates del conflicto armado, en la actualidad Mapiripán se constituye como un municipio en desarrollo y crecimiento sostenido de la mano de sus pobladores quienes desde distintos rincones de Colombia, lo han ido construyendo, superando los episodios violentos de finales de la década de los noventa en el siglo XX.

## Geografía

### Límite municipal
Mapiripán está delimitada por algunos municipios de su propio departamento, por Vichada al este y Guaviare al sur.
| Noroeste: San Martín (Río Manacacías)                                   | Norte: Puerto Gaitán (Río Iteviare)                   | Nordeste: Puerto Gaitán (Río Iteviare)                    |
| Oeste: Puerto Lleras (Caño Poroiro)                                     |                                                       | Este: Cumaribo ( Vichada) (Meridiano 71°.06' Oeste)       |
| Suroeste: Puerto Rico (Caño Poroiro) y Puerto Concordia (Caño El Melón) | Sur: San José del Guaviare ( Guaviare) (Río Guaviare) | Sureste: San José del Guaviare ( Guaviare) (Río Guaviare) |

## División Político-Administrativa
En la periferia de la Cabecera municipal se encuentran las siguientes veredas: Esteros Altos, Esteros Bajos, Caño Ovejas, Caño Evaristo, Caño Minas, Remolinos, El Trín, Cachivera, La Esmeralda y La Realidad.

### Corregimientos
Mapiripán tiene dentro de su jurisdicción varios centros poblados, que en conjunto con otras veredas, constituye los siguientes corregimientos:
| Corregimiento  | Centros Poblados              | Veredas                                                                   |
| Anzuelo        | - Anzuelo                     | La Esmeralda.                                                             |
| Buenos Aires   | - Rincón del Indio            | El Caribe, San Fernando.                                                  |
| Guacamayas     | - Guacamayas                  | Bonanza, El Águila, El Delirio, San Jorge.                                |
| La Cooperativa | - La Cooperativa - La Jungla  | Canapure, La Virgen, El Tigre, Merecure.                                  |
| Mielón         | - Mielón                      | El Danubio, El Progreso, La Libertad, San Antonio, Santa Helena.          |
| Puerto Alvira  | - El Silencio - Puerto Alvira | Barranco Ceiba, Caño Jabón, Chaparral, Costa Rica, Maretas, Mitere, Yamú. |
| Puerto Siare   | - Puerto Siare                | Caño Siare.                                                               |
| Sardinata      |                               | Charco Caimán, El Olvido, La Rompida, Mata Bambú, Palmarito.              |

## Movilidad
A Mapiripán existe una conexión aérea desde Villavicencio y Puerto Lleras, así como una terrestre desde el poblado de Tienda Nueva en la vereda Lindenal de Puerto Concordia en la Ruta Nacional 65 hacia San José del Guaviare y el casco de Puerto Concordia al sur y Villavicencio al noroeste por 82 km hasta el casco mapiripense al oriente. También se puede navegar el río Guaviare desde San José del Guaviare en el mismo sentido aguas abajo. 